# Machiel
Machiel település Franciaországban, Somme megyében. Lakosainak száma 151 fő (2022. január 1.). Machiel Crécy-en-Ponthieu, Ligescourt, Machy és Vironchaux községekkel határos.

## Népesség
A település népességének változása:
| Lakosok száma | 180  | 173  | 166  | 156  | 156  | 154  | 152  | 152  | 151  |
|               | 2013 | 2015 | 2016 | 2017 | 2018 | 2019 | 2020 | 2021 | 2022 |